# 名越章浩
名越 章浩（なごし あきひろ、1969年〈昭和44年〉2月18日 - ）は、NHK解説委員で、瀬戸内海放送高松本社の元アナウンサー。

## 人物
新見市立西方小学校、新見市立新見第一中学校、新見高校を経て中央大学卒業後、1991年にKSB瀬戸内海放送へ入社。主にバラエティー番組や報道番組など幅広く担当していた。1998年に退社してNHK記者に転身。所属部署の科学文化部が取材するニュースで、時折、「クローズアップ現代」などにも出演した。
2015年6月より解説委員室に異動。2018年6月よりNHK岡山放送局の放送部長。2020年6月より再び解説委員室に異動。

## 過去に出演した番組
- KSBステーションEYE
- KSBザ・ビッグバン
- CLUB西宝町
- Passion Live〜情熱生放送〜WEEKEND SHUTTLE（エフエム香川）